# High (James Blunt)
High è il singolo di debutto del cantautore britannico James Blunt, pubblicato il 18 ottobre 2004 come primo estratto dal primo album in studio Back to Bedlam.

## Descrizione
Brano britpop scritto da James Blunt e Ricky Ross (cantante del gruppo scozzese Deacon Blue) e prodotto da Tom Rothrock e Jimmy Hogarth, il singolo è stato pubblicato nell'autunno del 2004 ma non è neppure entrato in classifica, anche se è effettivamente il primo singolo dell'artista. Soltanto in seguito al successo di You're Beautiful, High è stata ripubblicata nell'autunno del 2005, diventando un grande successo in tutto il mondo, in particolar modo in Italia e nel Regno Unito.
Nel singolo sono presenti altri brani non estratti dall'album: Sugar Coated, scritta da Blunt e Sacha Skarbek, In a Little While, cover di un brano degli U2, e Butterfly, registrata solo sul vinile e scritta da Blunt.

## Video musicale
Sono stati girati due differenti video per questa canzone. Il primo, pubblicato insieme alla prima edizione del singolo vede Blunt nel deserto alle prese con il miraggio di una ragazza (la quale è italiana e si chiama Jennifer). Nella seconda versione, uscita in concomitanza con la riedizione del disco, Blunt suona la chitarra e canta il brano, alternando queste sequenze ad altre in cui il cantante è in fuga in una foresta, apparentemente inseguito da un predatore.

## Tracce

### Edizione 2004
CD single
1. High – 4:03
2. Sugar Coated – 3:56

### Edizione 2005-2006
UK & Europe CD single
1. High – 4:03
2. In a Little While (Radio 1 Jo Whiley Session) – 3:46

UK CD maxi single
1. High – 4:03
2. You're Beautiful (US Radio Session) – 3:18
3. High (The Making of the Video) – 3:00
4. High (Video) – 4:02

7" single
1. High (album version) – 4:03
2. Butterfly – 4:44

Australian CD single
1. High (radio edit) – 3:45
2. Sugar Coated – 3:48
3. High (acoustic) – 4:03

German CD single
1. High (album version) – 4:03
2. High (acoustic) – 4:15

German CD maxi single
1. High (album version) – 4:03
2. High (acoustic) – 4:15
3. Where Is My Mind – 4:43
4. High (Video) – 4:02

## Classifiche

### Classifiche settimanali
| Classifica (2005-06)      | Posizione massima |
| ------------------------- | ----------------- |
| Australia                 | 42                |
| Austria                   | 13                |
| Canada                    | 23                |
| Germania                  | 22                |
| Irlanda                   | 18                |
| Italia                    | 3                 |
| Regno Unito               | 16                |
| Repubblica Ceca           | 48                |
| Stati Uniti               | 100               |
| Stati Uniti (alternative) | 9                 |
| Stati Uniti (pop)         | 12                |
| Svizzera                  | 15                |

### Classifiche di fine anno
| Classifica (2005) | Posizione |
| ----------------- | --------- |
| Italia            | 23        |
| Classifica (2006) | Posizione |
| Stati Uniti (pop) | 38        |